# Ист-Берра
Ист-Бе́рра (англ. East Burra) — остров в архипелаге Шетландских островов, Шотландия.

## География

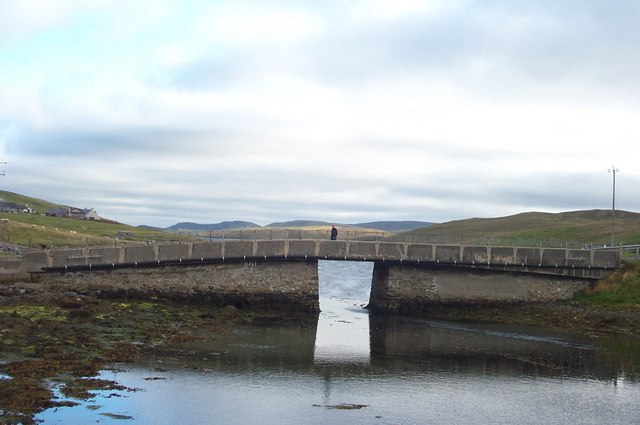
Мост между островами Ист-Берра и Уэст-Берра.

Расположен у юго-западного берега острова Мейнленд в группе островов Скалловей-Айлендс. Ближайшие острова: Мейнленд на востоке, Саут-Хавра на юге, Уэст-Берра на западе, Трондра на севере.
Омывается водами Атлантического океана.
Площадь острова — 5,15 квадратных километра.

## Население
Население острова 76 человек (2011) сосредоточено в его центральной части.

## Экономика
В районе деревни Бридж-Энд Ист-Берра соединен с Уэст-Берра мостом, переброшенным через узкий (несколько десятков метров) пролив. Далее по мостам дорога идет на Трондру и Мейнленд.